# Dagmara Jakimowicz
Dagmara Ewa Jakimowicz – polska biolog, dr hab. nauk biologicznych, profesor Zakładu Mikrobiologii Molekularnej Wydziału Biotechnologii Uniwersytetu Wrocławskiego.

## Życiorys
W 1996 ukończyła studia biotechnologii na Uniwersytecie Wrocławskim, 17 marca 2000 obroniła pracę doktorską Charakterystyka kluczowych elementów inicjacji replikacji chromosomu Streptomyces: regionu oriC i białka DnaA, 20 listopada 2008 habilitowała się na podstawie pracy zatytułowanej Rola białek ParA i ParB w segregacji materiału genetycznego Streptomyces. 29 stycznia 2018 nadano jej tytuł profesora w zakresie nauk biologicznych.
Objęła funkcję profesora nadzwyczajnego w Instytucie Immunologii i Terapii Doświadczalnej im. Ludwika Hirszfelda Polskiej Akademii Nauk.
Piastuje stanowisko profesora w Zakładzie Mikrobiologii Molekularnej na Wydziale Biotechnologii Uniwersytetu Wrocławskiego.

## Życie prywatne
Mężatka. Mąż Piotr jest biochemikiem. Ma syna i córkę.